# N867 (België)
De N867 is een gewestweg in de Belgische provincie Luxemburg. De route begint in Heinstert (N87) en eindigt op de gemeentegrens van Habay/Léglise richting de plaats Vlessart.
De route had oorspronkelijk het wegnummer P12.

## Plaatsen langs de N861
- Heinstert